# Taranto Calcio 1906 1995-1996
Questa pagina raccoglie le informazioni riguardanti il Taranto Calcio 1906 nelle competizioni ufficiali della stagione 1995-1996.

## Stagione
Nella stagione 1995-1996 il Taranto ritorna tra i professionisti, dopo essere rinato e passato tra i dilettanti per una stagione, disputa il girone C del campionato di Serie C2, ottiene 42 punti, che valgono il tredicesimo posto in classifica, l'ultimo per non passare dai playout, il nuovo regolamento infatti, prevede una sola promozione ed una sola retrocessione dirette, l'altra promossa deve uscire dai playoff, le altre due retrocesse dai playout. Altra novità di rilievo, almeno per il Taranto, dallo scorso campionato nei tornei di Serie C1 e C2, il Taranto era tra i dilettanti, per la prima volta la vittoria era stata pagata con tre punti, e non più due punti, come da sempre prima, il Taranto l'ha sperimentata quindi per la prima volta in questa stagione agonistica.
Il campionato è iniziato con il tecnico Ivo Iaconi in panchina, è stato un campionato molto sofferto, tra ottobre e novembre sono giunte quattro sconfitte di fila, che hanno creato scoramento, al termine del girone di andata i rossoblù erano comunque sest'ultimi con 20 punti, a fine febbraio con la squadra in lotta per evitare i playout, si è cambiato allenatore, passando nelle mani di Pietro Ruisi, che è riuscito a centrare l'obiettivo stagionale di mantenere la categoria. La salvezza certa è giunta nell'ultima giornata, con il pareggio (1-1) di Catanzaro. Si sono distinti i due bomber Loriano Cipriani autore di 10 reti, e Sossio Aruta che di reti ne ha infilate 9. Nella Coppa Italia subito fuori in agosto nel primo turno, per mano del Casarano.

## Rosa
| N. |                   | Ruolo | Calciatore          |
| -- | ----------------- | ----- | ------------------- |
|    | Italia (bandiera) | C     | Michele Anaclerio   |
|    | Italia (bandiera) | A     | Sossio Aruta        |
|    | Italia (bandiera) | D     | Alessandro Bertoni  |
|    | Italia (bandiera) | D     | Luca Bocchino       |
|    | Italia (bandiera) | C     | Piero Caputo        |
|    | Italia (bandiera) | A     | Loriano Cipriani    |
|    | Italia (bandiera) |       | De Biase            |
|    | Italia (bandiera) | D     | Andrea De Gregorio  |
|    | Italia (bandiera) | D     | Lorenzo Fabiani     |
|    | Italia (bandiera) | P     | Luigi Imparato      |
|    | Italia (bandiera) | C     | Francesco Latartara |
|    | Italia (bandiera) | D     | Vincenzo Maiuri     |

| N. |                   | Ruolo | Calciatore           |
| -- | ----------------- | ----- | -------------------- |
|    | Italia (bandiera) | C     | Giuseppe Manari      |
|    | Italia (bandiera) | P     | Vincenzo Marinacci   |
|    | Italia (bandiera) | D     | Salvatore Mazzarano  |
|    | Italia (bandiera) | C     | Francesco Montervino |
|    | Italia (bandiera) | D     | Luigi Panarelli      |
|    | Italia (bandiera) | C     | Tommaso Pernisco     |
|    | Italia (bandiera) | C     | Giovanni Renna       |
|    | Italia (bandiera) |       | Romualdi             |
|    | Italia (bandiera) | C     | Fabio Saggiomo       |
|    | Italia (bandiera) | A     | Antonino Sparacio    |
|    | Italia (bandiera) | A     | Gianluca Triuzzi     |

## Risultati

### Campionato

#### Girone di andata
| Arbitro: | Silvestrini (Macerata) |

|                           |           |  |
| Anselmi 85’ Di Nicola 90’ | Marcatori |  |

| Arbitro: | Cicoianni (Ascoli Piceno) |

|              |           |          |
| Saggiomo 13’ | Marcatori | 56’ Fida |

| Arbitro: | Ortu (Cagliari) |

|                                                         |           |              |
| Aldrovandi 1’, 82’ Mazzarano 61’ (aut.) Di Vincenzo 61’ | Marcatori | 8’ P. Caputo |

| Arbitro: | Bianchi (Prato) |

|                   |           |                |
| Sparacio 71’, 88’ | Marcatori | 69’ Castagnaro |

| Arbitro: | Bazzi (Modena) |

|              |           |                        |
| P. Russo 27’ | Marcatori | 64’ Aruta 88’ Sparacio |

| Arbitro: | Bianco (Mestre) |

|                   |           |  |
| Sparacio 60’, 80’ | Marcatori |  |

| Arbitro: | Biasutto (Vicenza) |

|                                       |           |                |
| Cipparrone 25’ (rig.) Balestrieri 61’ | Marcatori | 58’, 78’ Aruta |

| Arbitro: | Verrucci (Fermo) |

|  |           |            |
|  | Marcatori | 32’ Ghezzi |

| Arbitro: | Sciamanna (Ascoli Piceno) |

|               |           |  |
| Passiatore 7’ | Marcatori |  |

| Arbitro: | Borelli (Roma) |

|  |           |             |
|  | Marcatori | 58’ D'Amblè |

| Arbitro: | Baglioni (Prato) |

|                                         |           |                           |
| Intrieri 11’ Naccari 63’ Mazzaferro 87’ | Marcatori | 12’ Aruta 90’ De Gregorio |

| Taranto 19 novembre 1995 12ª giornata | Taranto                      | 0 – 0 | Sporting Benevento | Stadio Erasmo Iacovone\| Arbitro: \| Zaltron (Bassano del Grappa) \| |
| Arbitro:                              | Zaltron (Bassano del Grappa) |       |                    |                                                                      |

| Arbitro: | Cossero (Udine) |

|                 |           |  |
| L. Cipriani 40’ | Marcatori |  |

| Casal di Principe 10 dicembre 1995 14ª giornata | Albanova            | 0 – 0 | Taranto | Stadio Comunale\| Arbitro: \| Soffritti (Ferrara) \| |
| Arbitro:                                        | Soffritti (Ferrara) |       |         |                                                      |

| Arbitro: | Cecotti (Udine) |

|              |           |             |
| Sparacio 37’ | Marcatori | 9’ Deflorio |

| Arbitro: | S. Ayroldi (Salerno) |

|                            |           |               |
| Cavaliere 1’ D'Onofrio 51’ | Marcatori | 20’ P. Caputo |

| Arbitro: | Bertini (Arezzo) |

|                                   |           |  |
| De Solda 20’ (aut.) Latartara 83’ | Marcatori |  |

#### Girone di ritorno
| Arbitro: | Innocente (Udine) |

|                                                    |           |               |
| Saggiomo 32’ P. Caputo 47’ Panarelli 70’ Aruta 73’ | Marcatori | 15’ Di Nicola |

| Arbitro: | Calcagno (Nichelino) |

|                 |           |                |
| Zian 67’ (rig.) | Marcatori | 9’ L. Cipriani |

| Arbitro: | Ferrarini (Parma) |

|                                           |           |                 |
| P. Caputo 43’ L. Cipriani 45+1’ Aruta 61’ | Marcatori | 64’ Pinciarelli |

| Arbitro: | Rotondi (Piombino) |

|                   |           |  |
| Centrone 59’, 79’ | Marcatori |  |

| Arbitro: | Preschern (Mestre) |

|  |           |                                     |
|  | Marcatori | 78’ F. Cipriani 89’ Pastore Palumbo |

| Arbitro: | Dondarini (Finale Emilia) |

|                                 |           |                                       |
| Bovio 48’ Nocera 70’ Scarpa 81’ | Marcatori | 36’ (rig.), 63’ L. Cipriani 85’ Aruta |

| Arbitro: | Maselli (Lucca) |

|                |           |                |
| Aruta 35’, 49’ | Marcatori | 94’ Cipparrone |

| Arbitro: | Pozzi (Como) |

|                     |           |  |
| Cozzella 13’ (rig.) | Marcatori |  |

| Arbitro: | Mariani (Perugia) |

|  |           |                |
|  | Marcatori | 9’ Giannascoli |

| Arbitro: | Biasutto (Vicenza) |

|                      |           |  |
| Panarelli 29’ (aut.) | Marcatori |  |

| Arbitro: | Rosetti (Torino) |

|                                    |           |                                 |
| L. Cipriani 38’ (rig.) Triuzzi 88’ | Marcatori | 49’ (rig.) D'Isidoro 90’ Grillo |

| Arbitro: | Bianchi (Prato) |

|              |           |            |
| Barrucci 11’ | Marcatori | 37’ Maiuri |

| Marsala 20 aprile 1996 30ª giornata | Marsala             | 0 – 0 | Taranto | Stadio Municipale\| Arbitro: \| Tomasi (Conegliano) \| |
| Arbitro:                            | Tomasi (Conegliano) |       |         |                                                        |

| Arbitro: | Bertini (Arezzo) |

|                                             |           |                             |
| L. Cipriani 8’, 26’ (rig.), 55’ Triuzzi 33’ | Marcatori | 18’ Fontanella 72’ D. Ricci |

| Arbitro: | Capozzi (Vicenza) |

|            |           |              |
| Diliso 12’ | Marcatori | 56’ Sparacio |

| Arbitro: | Guiducci (Arezzo) |

|                           |           |               |
| P. Caputo 14’ (rig.), 70’ | Marcatori | 5’ M. Ferrara |

| Arbitro: | Silvestrini (Macerata) |

|            |           |                 |
| Celano 45’ | Marcatori | 40’ L. Cipriani |

## Coppa Italia
| Taranto 20 agosto 1995 1º turno - Andata                              | Taranto   | 0 – 2                               | Casarano | Stadio Erasmo Iacovone |
| \| \| \| \| \| \| Marcatori \| 20’ (aut.) Mazzarano 59’ Insanguine \| |           |                                     |          |                        |
|                                                                       |           |                                     |          |                        |
|                                                                       | Marcatori | 20’ (aut.) Mazzarano 59’ Insanguine |          |                        |

| Casarano 30 agosto 1995 1º turno - Ritorno               | Casarano  | 0 – 1                  | Taranto | Stadio Giuseppe Capozza |
| \| \| \| \| \| \| Marcatori \| 12’ (rig.) L. Cipriani \| |           |                        |         |                         |
|                                                          |           |                        |         |                         |
|                                                          | Marcatori | 12’ (rig.) L. Cipriani |         |                         |